# Henrik Fleming
Henrik Fleming, född 15 augusti 1584 på Åkersholm, död 7 november 1650, son till ståthållaren Klas Fleming, krigare, diplomat, lantmarskalk.
1602 begav han sig till Rostock för studier vid universitetet. Fleming bevistade under Gustav II Adolfs befäl fälttågen mot Danmark och Ryssland samt deltog såsom svensk fullmäktig i slutandet av freden i Stolbova 1617. Samma år blev han ståthållare över fästningarna Viborg och Nyslott samt därmed Viborgs och Nyslotts län. År 1620 utsågs han till landshövding i Ingermanland, 1622 till överste för hela finska rytteriet och 1628 till viceamiral. Jämte riksrådet Philip von Scheiding och Erik Gyllenstierna reste han 1634 såsom sändebud till ryske storfursten i Moskva. Han kritiserades skarpt av regeringen för att ha krävt betalning för att ta på sig uppdraget.
Som lantmarskalk ledde han ridderskapet och adelns överläggningar vid riksdagarna 1643 och 1644. I mars 1644 underlade sig Fleming med några hundra man hela Jämtland och tvingade invånarna att svärja drottning Kristina tro och lydnad.
Fleming efterlämnade en stor förmögenhet, som han förvärvat dels i krigen, dels på affärsverksamhet.